# Rio Verdão
O rio Verdão é um rio brasileiro que banha o sul do estado de Goiás, no Brasil.
Sua nascente se localiza próximo às rodovia GO-220 e GO-184 na Serra do Caiapó, no município de Caiapônia, cruzando os municípios de Montividiu, Rio Verde, Santa Helena de Goiás e Maurilândia. Em Maurilândia, ele recebe as águas do Rio Verdão, seu principal afluente.
Na maioria do seu curso estão concentradas muitas cachoeiras e corredeiras.
Um rio rio bastante conhecido no sudoeste goiano, sua caixa chega  há 115 metros em alguns pontos do seu leito, até desaguar no rio dos Bois como principal afluente.